# デポルティーボ・トルーカFC
デポルティーボ・トルーカ・フトボル・クルブ（Deportivo Toluca Fútbol Club S.A. de C.V. (スペイン語発音: [depoɾˈtiβo toˈluka ˈfuðβol ˈkluβ])）は、メキシコ中央部、メヒコ州の州都トルーカに本拠地を置くプロサッカークラブである。現在はリーガMXに所属している。

## 概要
1968年と2003年の2回、CONCACAFチャンピオンズカップで優勝し、北中米王者になった。なお、2003年大会ではベスト4をメキシコ勢が独占した。デポルティーボ・トルーカは準決勝でクラブ・アメリカを、決勝でモナルカス・モレリアを破って優勝した。準決勝のクラブ・アメリカ戦はホームで1-4の大差で敗れる苦しい展開であったが、アウェーで4-0で勝利し、大逆転を果たした。

## タイトル

### 国内タイトル
- リーグ 10回
  - 1966-67, 1967-68, 1974-75, Verano 1998, Verano 1999, Verano 2000, Apertura 2002, Apertura 2005, Apertura 2008, Bicentenario 2010
- カップ 2回
  - 1955-56, 1988-89

### 国際タイトル
- CONCACAFチャンピオンズカップ 2回
  - 1968, 2003

## 現所属メンバー
2022年7月1日現在
注：選手の国籍表記はFIFAの定めた代表資格ルールに基づく。
| No. | Pos. |                | 選手名                               |
| --- | ---- | -------------- | ------------------------------------ |
| 1   | GK   | ブラジル       | チアゴ・ヴォウピ                     |
| 2   | DF   | メキシコ       | ラウール・ロペス                     |
| 4   | DF   | チリ           | バルベル・ウエルタ (第3主将)         |
| 5   | DF   | メキシコ       | カルロス・グスマン                   |
| 6   | DF   | メキシコ       | ホルヘ・トーレス・ニロ               |
| 8   | MF   | アメリカ合衆国 | セバスティアン・サウセド             |
| 10  | MF   | ウルグアイ     | レオナルド・フェルナンデス (第2主将) |
| 11  | MF   | メキシコ       | ダニエル・アルバレス                 |
| 12  | GK   | メキシコ       | グスタボ・グティエレス               |
| 14  | MF   | メキシコ       | マルセル・ルイス                     |
| 15  | MF   | エクアドル     | ホルダン・シエラ                     |
| 16  | MF   | チリ           | ジャン・メネセス                     |

| No. | Pos. |            | 選手名                      |
| --- | ---- | ---------- | --------------------------- |
| 17  | FW   | ブラジル   | カミーロ・サンヴェッゾ      |
| 18  | DF   | メキシコ   | フェルナンド・ナバーロ      |
| 20  | DF   | メキシコ   | ホルヘ・ロドリゲス          |
| 21  | DF   | コロンビア | ブラヤン・アングロ          |
| 22  | GK   | メキシコ   | ルイス・マヌエル・ガルシア  |
| 23  | MF   | チリ       | クラウディオ・バエサ (主将) |
| 24  | DF   | メキシコ   | Haret Ortega                |
| 26  | DF   | コロンビア | アンドレス・モスケラ        |
| 27  | MF   | メキシコ   | オマル・ロドリゲス          |
| 32  | FW   | パラグアイ | カルロス・ゴンサレス        |
| 34  | DF   | メキシコ   | ブランドン・サルティアギン  |
| 35  | DF   | メキシコ   | オスカル・チャベス          |

## 歴代監督
- アルベルト・ホルヘ (2002-2003)
- アメリコ・ガジェゴ (2005-2007)
- ホセ・ペケルマン (2007-2008)
- ホセ・マヌエル・デ・ラ・トーレ (2008-2010)
- セルヒオ・ルーゴ (2011)
- エルナン・クリスタンテ (2016-2019)
- リカルド・ラ・ボルペ (2019)
- ホセ・マヌエル・デ・ラ・トーレ (2019-2020)
- カルロス・アドリアン・モラレス (2020)
- エルナン・クリスタンテ (2020-2021)
- イグナシオ・アンブリス (2021-)

## 歴代所属選手

### GK
- エルナン・クリスタンテ 1993-1994, 1995-1996, 1998-2010
- ルイス・イスラス 1996-1997

### DF
- サルバドール・カルモナ 1993-2000,2002-2003
- 百瀬俊介 1993-1994,2000-2001
- ダリオ・ロドリゲス 1995-1996
- パウロ・ダ・シルバ 2003-2009, 2013-2015, 2015-2017
- エドガル・ドゥエニャス 2004-2015
- マリオ・メンデス 2004-2006,2008-2012

### MF
- マルセリーノ・ベルナル 1991-1997
- エンリケ・アルファロ 1994-2002
- ファビアン・エスタイ 1996-1999
- / シーニャ 1999-2017

### FW
- ビセンテ・ペレダ 1960-1976
- フアン・アントニオ・ピッツィ 1990-1991
- ホセ・マヌエル・アブンディス 1992-2000,2004-2006
- ホセ・カルドーソ 1995-2005
- ビセンテ・サンチェス 2001-2007
- ブルーノ・マリオーニ 2006
- エクトル・マンシージャ 2008-2010